# Martin Luther D’Ooge
Martin Luther D’Ooge (* 17. Juli 1839 in Zonnemaire, Niederlande; † 12. September 1915 in Ann Arbor, Michigan) war ein US-amerikanischer Klassischer Philologe, der als Professor der Griechischen Sprache und Literatur an der University of Michigan (1868–1912) wirkte.

## Leben
Martin Luther D’Ooge stammte aus einer Hugenottenfamilie, die um 1851 aus den Niederlanden in die USA auswanderte und sich in Grand Rapids (Michigan) niederließ. Seine Eltern waren der Lehrer Leonard D’Ooge und Johanna D’Ooge, geb. Quintus; sein jüngerer Bruder war der Philologe Benjamin Leonard D’Ooge (1860–1940).
Martin Luther D’Ooge studierte Klassische Philologie an der University of Michigan, der er sein Leben lang verbunden blieb. Nach dem Bachelorabschluss 1862 leitete er von 1863 bis 1865 die Ann Arbor High School. Von 1864 bis 1867 studierte er Theologie am Union Theological Seminary; während dieser Zeit erlangte er 1865 den Mastergrad. 1867 wurde er zum Assistant Professor of Ancient Languages an der Michigan State Normal School ernannt, der späteren Eastern Michigan University. Diese Schule verließ er jedoch bereits nach einem Jahr, als er 1868 als Lehrstuhlvertreter (Acting Professor) der Griechischen Sprache und Literatur an die University of Michigan berufen wurde, seine alma mater. 1870 wurde er zum Full Professor ernannt und erhielt einen zweijährigen Urlaub, den er zu einer längeren Bildungsreise nach Deutschland nutzte. Dort vertiefte er seine Studien bei den Philologen Georg Curtius und Justus Hermann Lipsius und wurde bei ihnen 1872 mit einer sprachwissenschaftlichen Arbeit zum Dr. phil. promoviert.
Nach seiner Rückkehr in die USA nahm D’Ooge seine Lehrtätigkeit an der University of Michigan wieder auf. Von 1889 bis 1897 leitete er als Dekan das College of Literature and Science. Während seiner Laufbahn in Michigan engagierte sich D’Ooge auch in wissenschaftlichen Vereinen. Er war ab 1869 Gründungsmitglied und 1883/84 Präsident der American Philological Association. Im Jahr 1886/87 war er jährlicher Direktor der American School of Classical Studies at Athens. 1912 trat er im Alter von 73 Jahren in den Ruhestand.
D’Ooges wissenschaftliche Arbeit setzte nach seinem Studium in Leipzig ein. Er verfasste mehrere Studien zum attischen Redner Demosthenes und zum Tragiker Sophokles, außerdem Editionen der Kranzrede (1875) und der Antigone (1884). Nach seinem Aufenthalt in Athen bereitete er ein Buch über die Akropolis vor, das 1908 erschien. Seine letzte Arbeit war eine Übersetzung der Einführung in die Arithmetik des griechischen Mathematikers Nikomachos von Gerasa, die 1926 postum erschien. D’Ooges wissenschaftlicher Nachlass befindet sich in der Bentley Historical Library.
Für seine Verdienste als akademischer Lehrer und Wissenschaftler erhielt D’Ooge mehrere Auszeichnungen. Seine Heimatuniversität verlieh ihm 1889 den Grad Doctor of Letters (LL. D.), die Rutgers University ernannte ihn 1901 zum Doctor of Litterature (D. Litt.) ehrenhalber.

## Schriften (Auswahl)
- On the use of the suffixes τερ, τορ, τηρ, τα in Homer. Leipzig 1872 (Dissertation)
- The oration of Demosthenes On the Crown. With extracts from the oration of Aeschines against Ctesiphon, and explanatory notes. Chicago 1875
- Sophocles: Antigone. Edited on the basis of Wolff’s edition by M.L. D’Ooge. Boston 1884
- The Acropolis of Athens. New York/London 1908
- Nicomachus: Introduction to Arithmetic. New York/London 1926. Nachdruck 1955